# Archiwum Akt Nowych

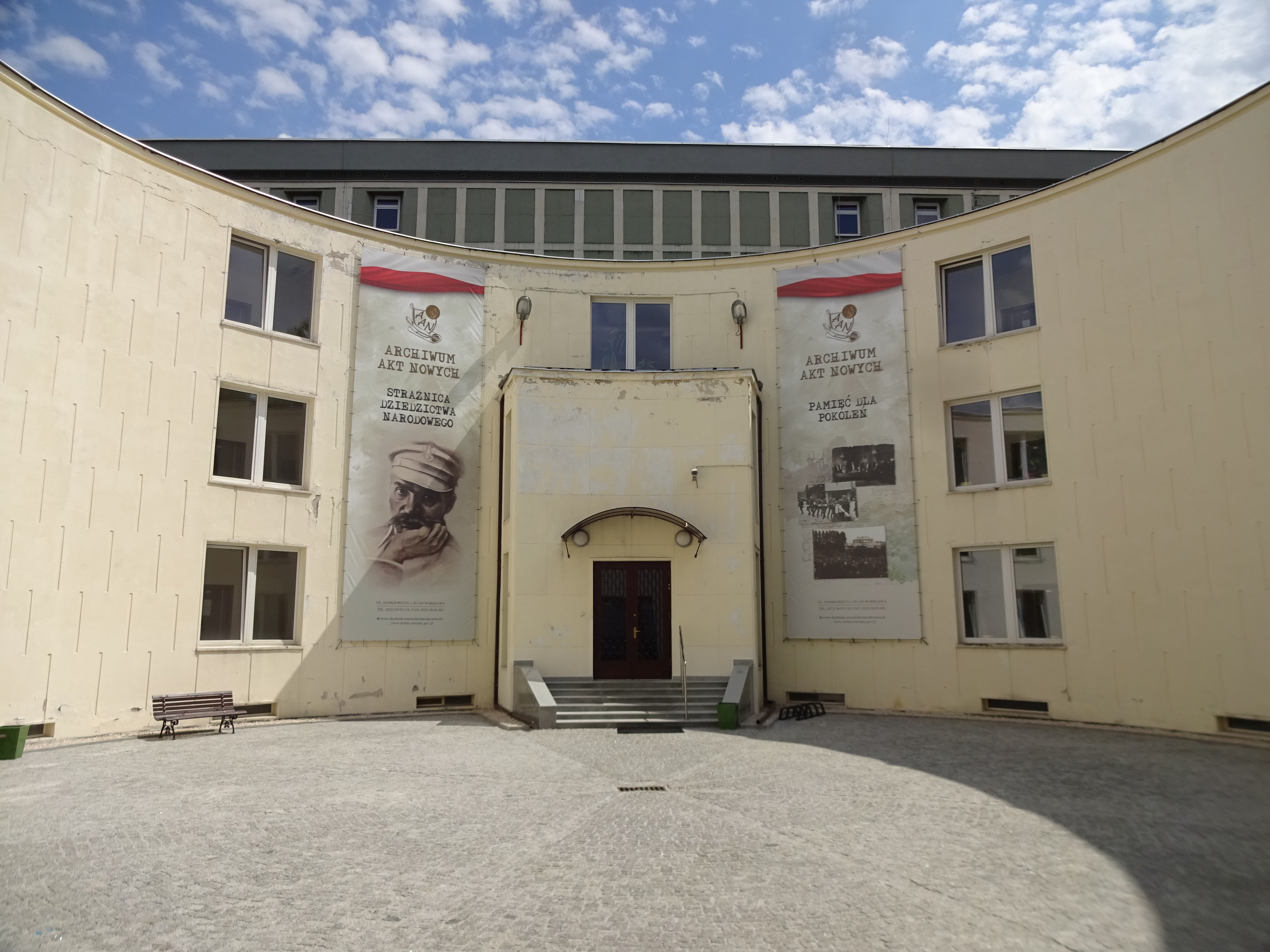
Wewnętrzny dziedziniec archiwum

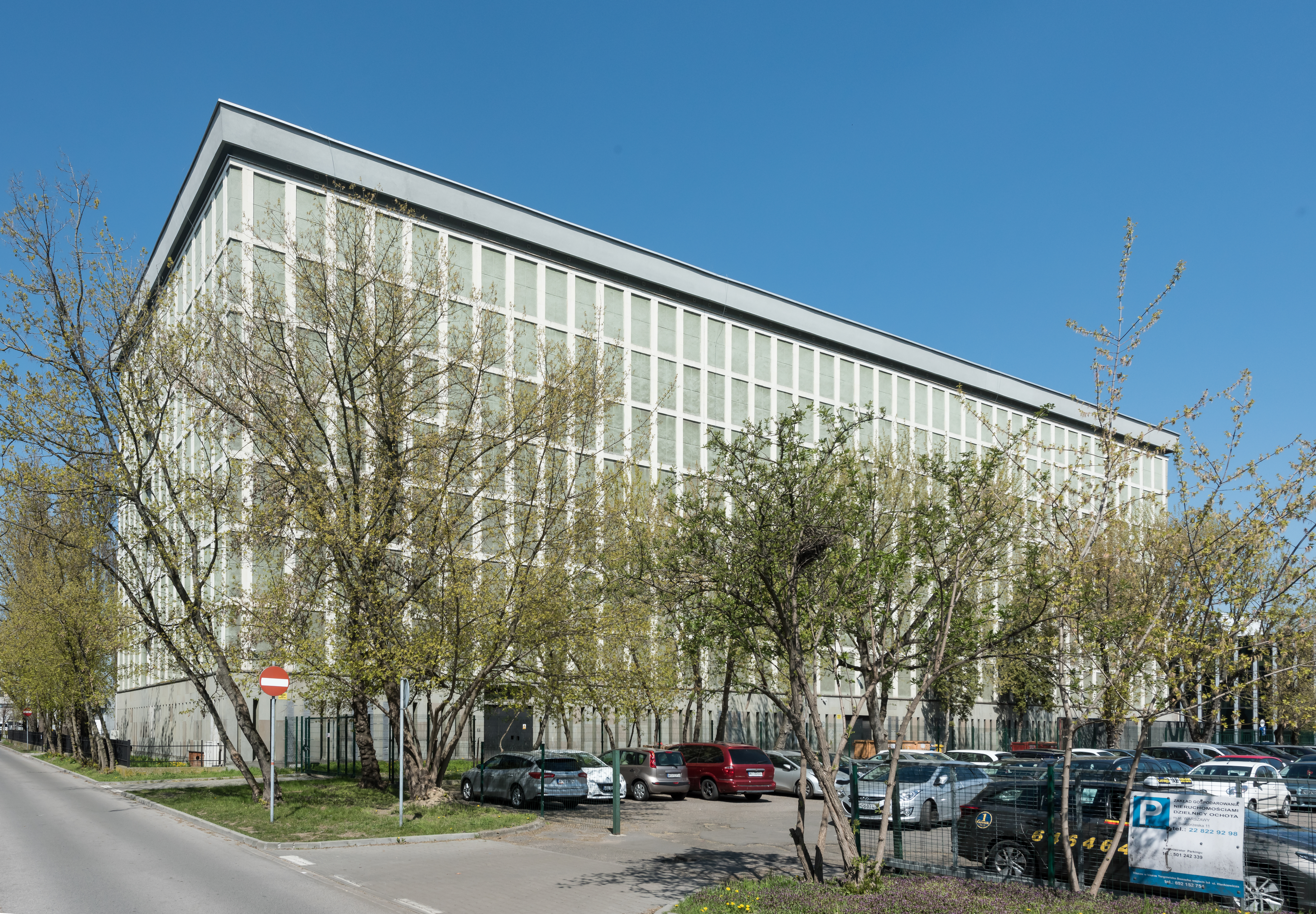
Magazyn AAN

Archiwum Akt Nowych (AAN) – centralne archiwum państwowe w Warszawie utworzone w 1919 jako Archiwum Wojskowe przez Naczelnika Państwa Józefa Piłsudskiego; od 1930 nosi obecną nazwę. Pierwszym dyrektorem archiwum był Andrzej Wojtkowski.
Jest jednym z trzech polskich archiwów państwowych o charakterze centralnym obok Narodowego Archiwum Cyfrowego i Archiwum Głównego Akt Dawnych.

## Historia
Archiwum Akt Nowych powstało na mocy dekretu Naczelnika Państwa Józefa Piłsudskiego z 7 lutego 1919 r. "O organizacji archiwów państwowych i opiece nad archiwaliami" i do 30 czerwca 1930 funkcjonowało pod nazwą Archiwum Wojskowe. Organem, któremu podlegało było Ministerstwo Wyznań Religijnych i Oświecenia Publicznego. Do zadań Archiwum Akt Nowych należało zabezpieczenie dokumentacji po wojskowych władzach okupacyjnych niemieckich i austriackich z lat 1915–1918. Archiwum znajdowało się w Warszawie przy ul. Długiej 13, jednakże jeszcze w 1919, gdy zasób liczył 2011 mb akt i 146 nierozpakowanych skrzyń z aktami, okazało się, że jego siedziba jest niewystarczająca na potrzeby takiej instytucji. 
Początkowo na czele Archiwum Wojskowego stał Andrzej Wojtkowski, oddelegowany z Wydziału Archiwów Państwowych Ministerstwa Wyznań Religijnych i Oświecenia Publicznego. Pod koniec 1919 kierownictwo Archiwum objął dr Juliusz Rencki, którego z kolei w połowie 1922 zastąpił dr Wincenty Łopaciński. W październiku 1924 kierownikiem został dr Józef Stojanowski. W związku z istnieniem drugiego Archiwum Wojskowego podległego władzom wojskowym, wystąpił on o zmianę statutu i nazwy placówki. 
Ostatecznie 1 lipca 1930 cywilne Archiwum Wojskowe zostało przekształcone w Archiwum Akt Nowych, którego dyrektorem pozostał Stojanowski. AAN zaczął gromadzenie i przechowywanie archiwaliów powstałych w wyniku działalności centralnych polskich urzędów i instytucji.
Archiwum Akt Nowych 28 stycznia 1952 na mocy § 2 zarządzenia nr 9 Prezesa Rady Ministrów z dnia 14 stycznia 1952 r. w sprawie sieci archiwalnej (M.P. Nr A-9, poz. 87) zostało włączone do państwowej sieci archiwalnej.

## Zadania
W myśl paragrafu 5 Statutu Archiwum Akt Nowych, do działalności podstawowej Archiwum należy gromadzenie i przechowywanie materiałów archiwalnych powstałych od 1918 w wyniku działania naczelnych władz i centralnych organów władzy i administracji państwowej oraz innych centralnych jednostek organizacyjnych, w tym:
- kształtowanie i nadzór nad państwowym zasobem archiwalnym,
- Archiwum może prowadzić działalność usługową polegającą na przechowywaniu, kopiowaniu i konserwacji dokumentacji o czasowym okresie przechowywania, w tym dokumentacji osobowo–płacowej,
- przejmowanie, przechowywanie i zabezpieczanie materiałów archiwalnych,
- ewidencjonowanie i opracowywanie materiałów archiwalnych,
- udostępnianie materiałów archiwalnych,
- prowadzenie działalności naukowej i wydawniczej,
- prowadzenie działalności informacyjnej i popularyzatorskiej o materiałach archiwalnych i Archiwum,
- prowadzenie rejestru niepaństwowego zasobu archiwalnego,
- wydawanie uwierzytelnionych wypisów, odpisów, wyciągów i reprodukcji materiałów archiwalnych oraz zaświadczeń wydanych na ich podstawie,
- prowadzenie spraw w zakresie przechowywania dokumentacji o czasowym okresie przechowywania, zlikwidowanych przedsiębiorców i pracodawców.

Archiwum Akt Nowych nadzoruje pracę archiwów zakładowych naczelnych organów władzy państwowej i urzędów centralnych. Przejmuje dokumentację archiwalną tych instytucji po odpowiednim okresie przechowywania w archiwach zakładowych. W Archiwum Akt Nowych przechowuje się dokumentację wytworzoną po 1918.

## Kierownicy i dyrektorzy
- Andrzej Wojtkowski (kierownik, 1919)
- Juliusz Rencki (kierownik, 1919–1922)
- Wincenty Franciszek Łopaciński (kierownik, 1922–1924)
- Józef Stojanowski (kierownik, 1924–1930; dyrektor, 1930–1944 i 1948–1950)
- Zofia Maria Rejman (dyrektor, 1950–1952)
- Zygmunt Kolankowski (dyrektor, 1952–1955)
- Bronisława Skrzeszewska (dyrektor, 1955–1968)
- Leokadia Gołębiowska (p.o. dyrektora, 1968–1969)
- Mieczysław Motas (dyrektor, 1969–1979)
- Bogdan Kroll (dyrektor, 1979–1993)
- Dariusz Grot (p.o. dyrektora, 1993–1994)
- Tadeusz Krawczak (dyrektor, 1994–2003)
- Jolanta Louchin (dyrektor, 2003–2007)[3][4]
- Tadeusz Krawczak (dyrektor, 2007–2020)
- Mariusz Olczak (dyrektor, od 2020)[5]